# Луитперга
Луитперга (на немски: Liutberga, Liutperga, Liutpirc, Liutburc; * 750, † 793) е херцогиня на Бавария, съпруга на Тасило III, последният херцог на Херцогство Бавария от династията Агилолфингер.

## Живот
Дъщеря е на последния лангобардски крал Дезидерий и Анса.
Омъжва се по политически причини през 763 г. за Тасило III (741 – 796), братовчед на Карл Велики. През 770 г. ражда Теодо III, който през 772 г. e кръстен в Рим от папа Адриан I.
През 777 г. тя и Тасило подаряват така наречената „Чаша на Тасило“ на манастир Кремсмюнстер. След свалянето на Тасило от трона от Карл Велики през 788 г., семейството е разделено в различни манастири.
Луитперга умира вероятно преди 794 г. Съпругът ѝ умира през 796 г.

## Деца
Нейните деца:
- Теодо III (* 770, † след 793), съвладетел 776 г., пленник при Карл Велики, 788 г. направен монах в манастир Св. Максимин в Трир.
- Теудеберт (772–след 793)
- Котани, изпратена през 788 г. в манастир Шел
- Ротруд, изпратена през 788 г. като монахиня в Лаон
- Гунтарий, убит при лов край Кремсмюнстер